# توماس رنیونس
توماس رنیونس (انگلیسی: Tomás Reñones؛ زادهٔ ۹ اوت ۱۹۶۰) بازیکن فوتبال اهل اسپانیا است.
از باشگاه‌هایی که در آن بازی کرده‌است می‌توان به باشگاه فوتبال اتلتیکو مادرید بی، باشگاه فوتبال بارسلونا، باشگاه فوتبال اتلتیکو مادرید، و باشگاه فوتبال کامپوستلا اشاره کرد.
وی همچنین در تیم ملی فوتبال اسپانیا بازی کرده‌است.